# Akciová společnost

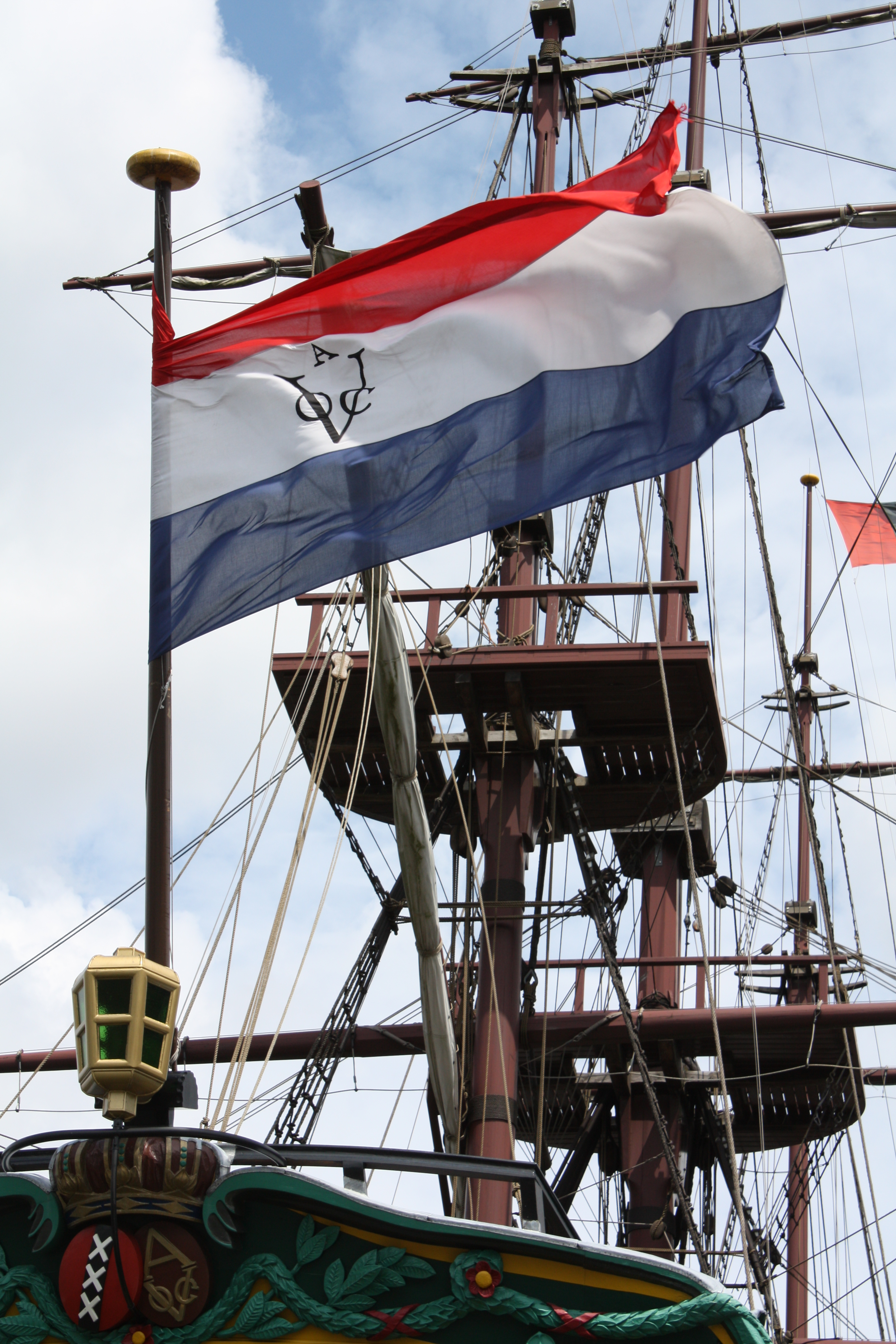
Replika lodi vlastněná Nizozemskou východoindickou společností.

Akciová společnost je druh korporace, jejíž základní kapitál se neskládá z (nehmotných, abstraktních) podílů, ale z akcií, což jsou cenné papíry (nebo zaknihované cenné papíry) tento podíl představující. Vlastníci akcií (akcionáři) mají právo podílet se na řízení společnosti, právo na podíl na zisku (dividendu) a související práva a povinnosti.
Většina akciových společností jsou soukromoprávní obchodní korporace s volnou převoditelností akcií.
V roce 2022 existovalo v České republice 27 020 akciových společností. Jejich počet ale každým rokem roste.

## Dějinný vývoj
Forma sdružování majetků za účelem podnikání, kde si podílníci rozdělují výnosy úměrně k výši svých podílů a ručí za výsledky jen těmito podíly, vznikla už v antice. Rozvoj společností tohoto typu nastal ve středověkých městech. První akciovou společností byla roku 1602 založená nizozemská Sjednocená východoindická společnost (Vereenigte Oost-Indische Compagnie), které byl udělen monopol na veškerý nizozemský obchod na východ i západ. Když v roce 1612 chtěli investoři zpět svou hotovost, museli prodat své akcie jinému investorovi, tím vznikl akciový trh.
První akciovou společností, která vznikla na území Česka, byla K.K. Privilegirte Zucker-Raffinerie zu Königsaal bey Prag založená v roce 1792. Český název zní C. k. privilegovaná rafinerie cukru ve Zbraslavi u Prahy. Další pokusy byly z různých oborů, např. Schwimmanstalt in Prag auf der Moldau (Plavecký ústav v Praze na Vltavě) založený v roce 1812 nebo Pražská akciová společnost paroplavební, založená v roce 1822. Obecně upravil právní postavení akciových společností zákon o spolcích (1852), na nějž navázalo v roce 1899 ministerské nařízení nazvané Akciový regulativ. V letech 1950–1990 upravoval akciové společnosti velmi kusý zákon č. 243/1949 Sb., který byl po změně politického režimu nahrazen zákonem č. 104/1990 Sb. Poté akciovou společnost upravoval obchodní zákoník a od 1. ledna 2014 tomu tak je v zákonu o obchodních korporacích.

## České právo

### Charakter společnosti
Akciová společnost je právnická osoba, jejímž statutárním zástupcem je volené představenstvo (či dříve také statutární ředitel - roku 2021 zrušeno novelou). Majetek je rozdělen na určitý počet akcií, původně vydaných s určitou nominální či emisní hodnotou; jak se s akciemi obchoduje, vzniká a mění se i jejich tržní hodnota. Jak se podle poptávky a nabídky na burze mění cena těchto akcií, mění se i hodnota pro vlastníky celého podniku, a to často i rychle a značně. Společnost za svoje závazky odpovídá celým svým majetkem, akcionář za závazky společnosti neručí a ani není povinen uhradit ztrátu společnosti. Od roku 2014 už akciová společnost nemusí pro případ ztráty vytvářet povinný rezervní fond. Rezervní fond však zřídit může dobrovolně. Každá akciová společnost musí mít uvedenou ve své firmě zkratku, obvykle a. s. (jak to mají dnes v České republice téměř všechny společnosti), případně akc. spol.

### Založení a vznik společnosti
Při utváření akciové společnosti jsou zásadní dva momenty – založení a vznik.
Společnost může být založena jedním zakladatelem či více zakladateli. K založení akciové společnosti postačuje přijetí stanov zakladateli. Stanovy musí mít povahu veřejné listiny. Založení akciové společnosti je účinné, splatil-li každý zakladatel případné emisní ážio a alespoň 30 % hodnoty upsaných akcií v době určené ve stanovách, nejpozději však do okamžiku podání návrhu na zápis společnosti do obchodního rejstříku. Minimální výše základního kapitálu akciové společnosti je 2 000 000 Kč nebo 80 000 EUR, vede‑li společnost účetnictví v EUR.
Akciová společnost vzniká dnem zápisu do obchodního rejstříku.

### Akcie
Základní kapitál akciové společnosti je rozvržen na určitý počet akcií. Akcie je cenný papír nebo zaknihovaný cenný papír s nímž je spojeno právo podílet se na fungování akciové společnosti.
S akcií jsou spojeny následující práva a povinnosti:

#### Hlasovací práva
Právo hlasovat na valné hromadě či mimo ni o předložených návrzích. Počet hlasů spojených s jednou akcií určují stanovy.
Existují následující typy akcií podle hlasovacího práva:
- Privilegované akcie - s akcií je spojeno právo samostatně rozhodnout v určité záležitosti nebo právo veta a nebo jinak zásadně ovlivňuje hlasování ostatních akcionářů
- Násobné akcie - hlasy připadající na akcii jsou násobně vyšší než u ostatních akcií (např. x1.2, x2, x3)
- Akcie bez hlasovacího práva

#### Právo na podíl na zisku
Akcionář má právo na výplatu zisku společnosti v případě, že tak rozhodne valná hromada a vyplacení potvrdí statutární orgán společnosti.

#### Právo na podíl na likvidačním zůstatku
Právo na podíl z likvidačního zůstatku po zrušení společnosti s likvidací. Akcionáři mají nárok na podíl až po uspokojení vše dalších věřitelů z majetku společnosti.

#### Práva na valné hromadě
Jedná se o procesní práva s kterými se musí, při jejich uplatnění, valná hromada vypořádat v rámci svého jednání.
- Právo na vysvětlení (§ 357 a n. zákona o obchodních korporacích)
- Právo uplatňovat návrhy a protinávrhy (§ 361 a n. zákona o obchodních korporacích)

### Orgány společnosti
V českém právu je tradičním dualistický systém vnitřní struktury akciové společnosti (evropský, resp. kontinentální, model), ve kterém se zřizuje představenstvo jako statutární orgán a dozorčí rada jako kontrolní orgán. Zákon o obchodních korporacích ale umožňuje zvolit také systém monistický, kde správní radě přísluší jak obchodní vedení, tak dohled nad činností společnosti (anglosaský, resp. angloamerický, model).

#### Dualistický systém
- Valná hromada – je shromáždění všech akcionářů (tedy vlastníků), nejvyšší orgán akciové společnosti. Ustavující valná hromada rozhodne o založení společnosti, další rozhodují pak například o změnách stanov, volí orgány společnosti, schvalují rozdělení zisku a účetní závěrku. Každý z akcionářů zde má počet hlasů, dle počtu vlastněných akcií.
- Představenstvo – je statutární orgán, který má za úkol řídit společnost v době mezi valnými hromadami, operativně rozhodovat a vést účetnictví. Obvykle je volí a odvolává valná hromada, ledaže stanovy určí, že tato působnost náleží dozorčí radě. Neurčí-li stanovy jinak, má představenstvo 3 členy. Délku funkčního období členů představenstva je možno sjednat libovolně.
- Dozorčí rada – je orgán, jehož úkolem je dohlížet na působnost představenstva, má povoleno kontrolovat účetnictví i všechny další doklady společnosti. Její členy vždy volí valná hromada. Neurčí-li stanovy jinak, má dozorčí rada 3 členy a funkční období člena dozorčí rady je 3 roky. Ve společnostech s více než 500 zaměstnanci volí 1/3 dozorčí rady zaměstnanci a počet členů dozorčí rady musí být dělitelný třemi.[18]

#### Monistický systém
- Valná hromada – je nejvyšším orgánem akciové společnosti stejně jako u dualistického systému.[19]
- Správní rada – kontrolně-řídící orgán. Neurčí-li stanovy jinak, má správní rada 3 členy.

## Označení akciové společnosti vzahraničí
Bulharsko (Акционерно дружество, АД), Dánsko (Aktieselskab, A/S), Finsko (Osakeyhtiö, OY), Francie (Société anonyme, S. A.), Chorvatsko (dioničko društvo, d.d.), Itálie (Società per Azioni, S.p.A.), Maďarsko (Részvénytársaság, Rt., anebo Zártkörűen Működő Részvénytársaság, Zrt.), Německo (Aktiengesellschaft, AG), Norsko (Aksjeselskap, AS), Polsko (Spółka Akcyjna, S.A.), Rumunsko (Societate pe Actiuni, s.a.), Rusko (Акционерное общество, Akcioněrnoje Obščestvo, AO), Slovensko (akciová spoločnosť, a.s. nebo též účastinná spoločnosť), Slovinsko (delniška družba, d.d.), Srbsko (akcionarsko društvo, a.d.), Španělsko (Sociedad anónima, S. A.), Švédsko (Aktiebolag, AB)